# Jerusalén
Jerusalén é um município localizado no departamento de La Paz, em El Salvador. Sua população estimada em 2007 era de 2 572 habitantes.[carece de fontes?]